# Blake Parker
Richard Blake Parker (né le 19 juin 1985 à Fayetteville, Arkansas, États-Unis) est un lanceur droitier des Cardinals de Saint-Louis de la Ligue majeure de baseball.

## Carrière

### Cubs de Chicago
Athlète évoluant à l'Université de l'Arkansas, Blake Parker est repêché en 16e ronde par les Cubs de Chicago en 2006. Il fait ses débuts dans le baseball majeur avec les Cubs le 17 mai 2012.
Il effectue 74 sorties en relève pour les Cubs de 2012 à 2014 et lance 73 manches et un tiers, durant lesquelles il réussit 85 retraits sur des prises. Sa moyenne de points mérités se chiffre à 3,68 avec deux victoires, trois défaites, un sauvetages. Il se distingue particulièrement en 2013 avec une brillante moyenne de 2,72 points mérités accordés par partie en 49 matchs et 46 manches et un tiers de travail.
Il est libéré par Chicago le 6 mai 2015.

### Mariners de Seattle
Le 17 décembre 2015, il signe un contrat des ligues mineures avec les Mariners de Seattle. Il n'apparaît que dans un seul match des Mariners au cours de la saison 2016.

### Yankees de New York
Le 9 août 2016, Parker est réclamé au ballottage par les Yankees de New York. Il lance 16 manches et un tiers en 16 présences en relève pour les Yankees en 2016 et sa moyenne de points mérités se chiffre à 4,96.

### Angels de Los Angeles
Le 23 novembre 2016, Parker est réclamé au ballottage par les Brewers de Milwaukee puis, avant le début de la saison suivante, il est réclamé au ballottage par les Angels de Los Angeles le 23 décembre 2016.